# Pauline Dekker (omroepster)

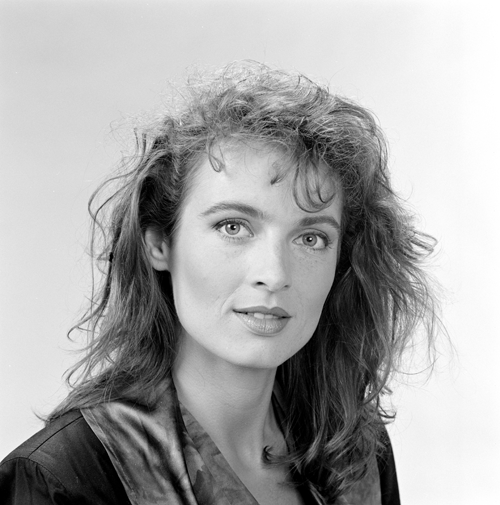
Pauline Dekker (1989)

Pauline Dekker (Haarlem, 11 september 1962) is een Nederlands televisiepresentatrice en omroepster.
Na de havo ging Dekker aan de slag bij een makelaarskantoor in Haarlem. In 1989 was zij voor het eerst op de Nederlandse televisie te zien. Dekker begon als omroepster bij RTL Véronique. Daarna was zij omroepster bij de AVRO (1990-1991), Veronica (publieke zender) (1992-1995) en Veronica (commerciële zender, het latere Yorin) (1995-2001). Bij VOO (Veronica, toen nog publieke omroep) presenteerde Dekker onder meer Nederland Dierenland. In 1999 was zij de presentatrice van Auto Weg bij het commerciële Veronica. Vanaf 1999 tot medio 2002 presenteerde zij samen met Jan des Bouvrie het populaire woonprogramma TV Woonmagazine bij Veronica/Yorin.

## Televisie
RTL Véronique (het latere RTL 4)
- omroepster (1989)

AVRO
- omroepster (1990-1991)

Veronica (publieke omroep)
- omroepster (1992-1995)
- Nederland Dierenland

Veronica (commerciële zender Veronica)/Yorin
- omroepster (1995-2001)
- Auto Weg (1999)
- House for Sale (1998-1999)
- TV Woonmagazine (1999 -2002)